# Megtisztított Nemzeti Párt
A Megtisztított Nemzeti Párt (afrikaans: Gesuiwerde Nasionale Party, GNP) a Nemzeti Párt egy szakadár frakciója volt, melyet Daniël François Malan vezetett annak 1935-ös megalakulásától az 1940-es Néppárttal való egyesülésig. 
A GNP-t azon elégedetlen afrikáner nacionalista nemzeti párti politikusok által jött létre, akik ellenezték a Jan Smuts-féle Dél-afrikai Párttal való együttműködést, majd 1934-es egyesülést.
1939-ben a Dél-afrikai Unió esetleges beszállása a II. világháborúba napirendre került a Népgyűlésben megszavazásra. Hertzog nem kívánt hadat üzenni a Harmadik Birodalomnak, amit Smuts és pártfogói viszont támogattak, így Hertzog kilépett az Egyesült Pártból, létrehozva a Néppártot, melyet egy nézeteltérés miatt 1939-ben otthagyott. A Néppárt 1940-ben egyesült a GNP-vel, megformálva az Újraegyesült Nemzeti Pártot.

## Választási eredményei

### Népgyűlés
| Év   | Vezető                | Szavazatok | Voksok % | Mandátumok | +/– | Pozíció | Státusz  |
| ---- | --------------------- | ---------- | -------- | ---------- | --- | ------- | -------- |
| 1938 | Daniël François Malan | 259,543    | 31.31%   | 27 / 150   | új  | 2.      | Ellenzék |

### Szenátus
| Év   | Vezető                | Mandátumok | %      | +/– | Pozíció | Státusz  |
| ---- | --------------------- | ---------- | ------ | --- | ------- | -------- |
| 1939 | Daniël François Malan | 6 / 44     | 13.64% | új  | 2.      | Ellenzék |

## Fordítás
Ez a szócikk részben vagy egészben  a   Purified National Party című angol Wikipédia-szócikk ezen változatának fordításán alapul.  Az eredeti cikk szerkesztőit annak laptörténete sorolja fel. Ez a jelzés csupán a megfogalmazás eredetét és a szerzői jogokat jelzi, nem szolgál a cikkben szereplő információk forrásmegjelöléseként.